# P. Unni Krishnan

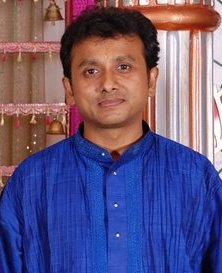

P. Unnikrishnan (nacido el 9 de julio de 1964 en Palakkad, Kerala) es un cantante de música carnática y de playback indio.

## Biografía
Unnikrishnan es hijo de K. Radhakrishnan y el Dr. Harini Radhakrishnan, él nació en Palakkad, estado de Kerala. La casa de su familia, Kesari Kuteeram, era un lugar muy conocido de la ciudad de Madras. Su abuelo era el Dr. KN Kesari, un médico ayurvédico y promotor de la revista "Telugu women's magazine Gruhalakshmi".
Realizó sus estudios en el "Asan Memorial Senior Secondary School", en Chennai en 1983 y se graduó en el "Ramakrishna Mission Vivekananda College", también en Chennai y recibió su título de "B.Com" de la Universidad de Madras. Obtuvo una Ley General y un Diploma de Postgrado en Administración de Empresas y Relaciones Industriales.
Trabajó como ejecutivo en el "Parry s Confectionery Ltd." entre 1987 a 1994. Más adelante renunció su trabajo para convertirse en un cantante profesional.

## Discografía parcial como cantante de playback
| Año  | Título de la canción           | Película                       | Idioma  | Director musical    | Co-intérpretes                            |
| ---- | ------------------------------ | ------------------------------ | ------- | ------------------- | ----------------------------------------- |
| 1994 | Ennavale Adi Ennavale          | Kadhalan                       | Tamil   | A. R. Rahman        | Solo                                      |
| 1994 | Uyirum Neeye                   | Pavithra                       | Tamil   | A. R. Rahman        | Solo                                      |
| 1994 | Thenmearku Paruvakkatru        | Karuthamma                     | Tamil   | A. R. Rahman        | K. S. Chitra                              |
| 1995 | Meenamma Adikalaiyulum         | Aasai                          | Tamil   | Deva                | Anuradha Sriram                           |
| 1995 | Pulveli Pulveli (Humming)      | Aasai                          | Tamil   | Deva                | K. S. Chitra                              |
| 1995 | "Maharajan Odu Rani"           | Sathi Leelavathi               | Tamil   | Ilaiyaraja          | K. S. Chitra                              |
| 1996 | O Vennilaa                     | Kadhal Desam                   | Tamil   | A. R. Rahman        | Solo                                      |
| 1996 | Thendrale Thendrale            | Kadhal Desam                   | Tamil   | A. R. Rahman        | Mano                                      |
| 1996 | Sakhiye Neethan                | Anthimanthaarai                | Tamil   | A. R. Rahman        | Solo                                      |
| 1996 | Kaalamellam Kadhal Vaazhga     | Kadhal Kottai                  | Tamil   | Deva                | K. S. Chitra                              |
| 1996 | Naalai Ulagam Illai Endral     | Love Birds                     | Tamil   | A. R. Rahman        | Sujatha Mohan                             |
| 1997 | Narumughaye                    | Iruvar                         | Tamil   | A. R. Rahman        | Bombay Jayashree                          |
| 1997 | Manam Virumbudhe               | Nerukku Ner                    | Tamil   | Deva                | Solo                                      |
| 1997 | Soniyaa Soniyaa                | Ratchagan                      | Tamil   | A. R. Rahman        | Harini, Udit Narayan                      |
| 1997 | Veesum Kaatrukku               | Ullaasam                       | Tamil   | Karthik Raja        | Bhavatharini                              |
| 1997 | Mayilu Mayilu Mayilamma        | V.I.P                          | Tamil   | Ranjith Barot       | K. S. Chitra, Mano, Ranjini               |
| 1997 | Innallu ye mabbullo daagunnavo | Ugadi                          | Telugu  | S.V.Krishna Reddy   |                                           |
| 1997 | chusa-oka-maaru                | Ugadi                          | Telugu  | S.V.Krishna Reddy   | Sunitha                                   |
| 1997 | enthandamga-undo               | Ugadi                          | Telugu  | S.V.Krishna Reddy   | Sunitha                                   |
| 1997 | naa-paate-hoyna-hoyna          | Ugadi                          | Telugu  | S.V.Krishna Reddy   | Prasanna                                  |
| 1997 | daddy-katha-vinavaa-chebuthanu | Ugadi                          | Telugu  | S.V.Krishna Reddy   | Srilekha parthasarathy                    |
| 1998 | Selaiyile Veedu Kattava        | Aval Varuvala                  | Tamil   | S. A. Rajkumar      | K. S. Chitra                              |
| 1998 | Hai Rabba                      | Jeans                          | Tamil   | A. R. Rahman        | Pallavi                                   |
| 1998 | Poovukul                       | Jeans                          | Tamil   | A. R. Rahman        | Sujatha Mohan                             |
| 1998 | Romance lo Rhythms             | Tholi Prema                    | Telugu  | Deva                | Suresh Peters                             |
| 1998 | Kanave Kalayaadhe              | Kannedhirey Thondrinal         | Tamil   | Deva                | K. S. Chitra                              |
| 1998 | Taare Taare                    | Thuttha Muthha                 | Kannada | Hamsalekha          | Solo                                      |
| 1999 | Thirakkadha Kattukulley        | En Swasa Katre                 | Tamil   | A. R. Rahman        | K. S. Chitra                              |
| 1999 | Roja Roja                      | Kadhalar Dhinam                | Tamil   | A. R. Rahman        | Solo                                      |
| 1999 | Athikaalayil Sevalai           | Nee Varuvai Ena                | Tamil   | S. A. Rajkumar      | Sujatha Mohan                             |
| 1999 | O Senyorita                    | Poovellam Kettuppar            | Tamil   | Yuvan Shankar Raja  | Solo                                      |
| 1999 | Poova Poove (Male Version)     | Poovellam Kettuppar            | Tamil   | Yuvan Shankar Raja  | Solo                                      |
| 1999 | Ippatikippudu                  | Premaku Velayara               | Telugu  | S. V. Krishna Reddy | Solo                                      |
| 1999 | Marghazhi Thingal Allava       | Sangamam                       | Tamil   | A. R. Rahman        | S. Janaki                                 |
| 1999 | Maalaiyin Vedhanai             | Sethu                          | Tamil   | Ilayaraja           | Solo                                      |
| 1999 | Sikkadha Sittondru             | Sethu                          | Tamil   | Ilayaraja           | Arun Mozhi                                |
| 1999 | Kulirudhu Kulirudhu            | Taj Mahal                      | Tamil   | A. R. Rahman        | Swarnalatha                               |
| 1999 | Innisai Paadivarum             | Thulladha Manamum Thullum      | Tamil   | S. A. Rajkumar      | Solo                                      |
| 1999 | Nilavai Konduvaa               | Vaali                          | Tamil   | Deva                | Anuradha Sriram                           |
| 1999 | April Madhathhil               | Vaali                          | Tamil   | Deva                | Harini                                    |
| 2000 | Roja Poonthotam                | Kannukkul Nilavu               | Tamil   | Ilayaraja           | Anuradha Sriram                           |
| 2000 | Enthan Kuyil                   | Kannukkul Nilavu               | Tamil   | Ilayaraja           | Anuradha Sriram                           |
| 2000 | Poo Virinchachu                | Mugavaree                      | Tamil   | Deva                | Anuradha Sriram                           |
| 2000 | Oh Vennilaa                    | Kushi                          | Tamil   | Deva                | Anuradha Sriram                           |
| 2000 | Unnaikodu Ennai Tharuven       | Unnai Kodu Ennai Tharuven      | Tamil   | S. A. Rajkumar      | K. S. Chitra                              |
| 2000 | Vaada Vaada                    | Appu                           | Tamil   | Deva                | Shankar Mahadevan                         |
| 2000 | Idam Tharuvaaya                | Appu                           | Tamil   | Deva                | Pop Shalini                               |
| 2000 | Vasantha Masadalli             | Vaali                          | Kannada | Rajesh Ramnath      | Anuradha Sriram                           |
| 2000 | Enakkena Yerkanavey            | Parthen Rasithen               | Tamil   | Bharathwaj          | Harini                                    |
| 2000 | Ovvoru Paadalilum              | Ennavale                       | Tamil   | S. A. Rajkumar      | Solo                                      |
| 2001 | Ivan Yaaro                     | Minnale                        | Tamil   | Harris Jayaraj      | Harini                                    |
| 2001 | Pallanguzhiyin Vattam          | Anandam                        | Tamil   | S. A. Rajkumar      | Harini                                    |
| 2001 | Emaindo Emogani                | Ninnu Choodalani               | Telugu  | S. A. Rajkumar      | Harini                                    |
| 2001 | Or Ayiram Yaanai               | Nandha                         | Tamil   | Yuvan Shankar Raja  | Solo                                      |
| 2001 | Oru Sundari Vandaalam          | Azhagi                         | Tamil   | Ilayaraja           | Sadhana Sargam, Malgudi Subha, Arun Mozhi |
| 2001 | Un Samayal Araiyil             | Dhill                          | Tamil   | Vidhyasagar         | Sujatha Mohan                             |
| 2001 | Un Perai Sonnale               | Dumm Dumm Dumm                 | Tamil   | Karthik Raja        | Sadhana Sargam                            |
| 2001 | Hussusey Hussusey              | Majunu                         | Tamil   | Harris Jayaraj      | Devan                                     |
| 2002 | Theendi Theendi                | Bala                           | Tamil   | Yuvan Shankar Raja  | Sujatha Mohan                             |
| 2002 | Theenda Theenda                | Thulluvadho Ilamai             | Tamil   | Yuvan Shankar Raja  | Bombay Jayashree                          |
| 2002 | Nee Navvula                    | Aadi                           | Telugu  | Mani Sharma         | Mallikarjun, Harini                       |
| 2002 | Vennelalo                      | Malli Malli Chudali            | Telugu  | Yuvan Shankar Raja  | Bhavatharini                              |
| 2002 | Rayile                         | Five Star                      | Tamil   | Parasuram           | Solo                                      |
| 2002 | Kannukkule Kaadhala            | Thamizh                        | Tamil   | Bharathwaj          | Swarnalatha                               |
| 2002 | Sil Sil Silalaa                | Unnai Ninaithu                 | Tamil   | Sirpi               | Sujatha Mohan                             |
| 2003 | Nenjodu Kalandhidu             | Kaadhal Kondein                | Tamil   | Yuvan Shankar Raja  | Sujatha Mohan                             |
| 2003 | Mainaave Mainaave              | Thithikudhe                    | Tamil   | Vidhyasagar         | Sadhana Sargam                            |
| 2003 | Snehitude Unte                 | Nee Manasu Naaku Telusu        | Telugu  | A. R. Rahman        | Chinmayi                                  |
| 2003 | Edhuthillaa                    | Chokka Thangam                 | Tamil   | Deva                | Anuradha Sriram                           |
| 2004 | Naam Vayathukku                | 7G Rainbow Colony              | Tamil   | Yuvan Shankar Raja  | Pop Shalini, Yuvan Shankar Raja, Ganga    |
| 2004 | Kaalayil Dhinamum              | New                            | Tamil   | A. R. Rahman        | Sadhana Sargam                            |
| 2004 | Vayasa Vayasa                  | Adhrushtam                     | Telugu  | Mani Sharma         | Sujatha Mohan                             |
| 2004 | Madhura Madhuratara            | Arjun                          | Telugu  | Mani Sharma         | Harini                                    |
| 2004 | Hottu Gottu                    | Ba Baaro Rasika                | Kannada | Mahesh              | K. S. Chitra                              |
| 2005 | Saage Neeli Megham             | Seenugadu Chiranjeevi Fan      | Telugu  | Siva Kaakani        | Solo                                      |
| 2005 | Mazhai Mazhai                  | Ullam Ketkume                  | Tamil   | Harris Jayaraj      | Harini                                    |
| 2006 | Sudum Nilavu                   | Thambi                         | Tamil   | Vidhyasagar         | Harini                                    |
| 2006 | Manasa Vacha                   | Godavari                       | Telugu  | K.M. Radha Krishnan | K.S.Chitra                                |
| 2007 | Prati Dinam                    | Anumanaspadam                  | Telugu  | Ilayaraja           | Solo                                      |
| 2008 | Saradaga Ee Samayam            | Vinayakudu                     | Telugu  | Sam Prasan          | Solo                                      |
| 2009 | Vaarayo Vaarayo                | Aadhavan                       | Tamil   | Harris Jayaraj      | Chinmayi, Mega                            |
| 2009 | Enduku Chentaki                | Konchem Ishtam Konchem Kashtam | Telugu  | Shankar-Ehsaan-Loy  | Solo                                      |
| 2010 | Manasaare                      | Taare                          | Kannada | C. R. Bobby         | Kavita Krishnamurthy                      |
| 2010 | Kangaley Kamalalayam           | Bale Pandiya                   | Tamil   | Devan Ekambaram     | Mrinalini                                 |
| 2012 | Ayuvichi                       | O Manasa                       | Telugu  | Sahaja Rao          | Solo                                      |
| 2013 | Nilavattam Nethiyile           | Desingu Raja                   | Tamil   | D. Imman            | Harini                                    |
| 2014 | Nenje Nenje                    | Yaan                           | Tamil   | Harris Jayaraj      | Chinmayi                                  |